# الهیراه
ال هیراه یک منطقهٔ مسکونی در امارات متحده عربی است که در شارجه واقع شده‌است.

## خصوصیات
ال هیراه ۰ متر بالاتر از سطح دریا واقع شده‌است.